# BinckBank Tour 2019
Il Benelux Tour 2019, quindicesima edizione della corsa e valida come trentunesima prova dell'UCI World Tour 2019, categoria 2.UWT, si svolse in sette tappe dal 12 al 18 agosto 2019 su un percorso di 977,3 km, con partenza da Beveren e arrivo a Geraardsbergen, in Belgio. La vittoria fu appannaggio del belga Laurens De Plus, il quale completò il percorso in 21h29'55", alla media di 45,459 km/h, precedendo i connazionali Oliver Naesen e Tim Wellens.
Sul traguardo di Geraardsbergen 104 ciclisti, su 161 partiti da Beveren, portarono a termine la competizione.

## Tappe
| Tappa  | Data      | Percorso                                        | km    | Vincitore di tappa | Leader cl. generale |
| ------ | --------- | ----------------------------------------------- | ----- | ------------------ | ------------------- |
| 1ª     | 12 agosto | Beveren (BEL) > Hulst (NLD)                     | 167,2 | Sam Bennett        | Sam Bennett         |
| 2ª     | 13 agosto | Blankenberge (BEL) > Ardooie (BEL)              | 169,1 | Sam Bennett        | Sam Bennett         |
| 3ª     | 14 agosto | Aalter (BEL) > Aalter (BEL)                     | 166,9 | Sam Bennett        | Sam Bennett         |
| 4ª     | 15 agosto | Houffalize (BEL) > Houffalize (BEL)             | 96,2  | Tim Wellens        | Tim Wellens         |
| 5ª     | 16 agosto | Riemst (BEL) > Venray (NLD)                     | 191,4 | Álvaro Hodeg       | Tim Wellens         |
| 6ª     | 17 agosto | L'Aia (NLD) > L'Aia (NLD)                       | 8,4   | Filippo Ganna      | Tim Wellens         |
| 7ª     | 18 agosto | Sint-Pieters-Leeuw (BEL) > Geraardsbergen (BEL) | 178,1 | Oliver Naesen      | Laurens De Plus     |
| Totale | Totale    | Totale                                          | 977,3 |                    |                     |

## Squadre e corridori partecipanti
| N.      | Cod. | Squadra               |
| ------- | ---- | --------------------- |
| 1-7     | TBM  | Bahrain-Merida        |
| 11-17   | DQT  | Deceuninck-Quick-Step |
| 21-27   | LTS  | Lotto Soudal          |
| 31-37   | TJV  | Team Jumbo-Visma      |
| 41-47   | MOV  | Movistar Team         |
| 51-57   | CPT  | CCC Team              |
| 61-67   | MTS  | Mitchelton-Scott      |
| 71-77   | INS  | Team Ineos            |
| 81-87   | SUN  | Team Sunweb           |
| 91-97   | TFS  | Trek-Segafredo        |
| 101-107 | UAD  | UAE Team Emirates     |
| 111-117 | BOH  | Bora-Hansgrohe        |

| N.      | Cod. | Squadra                   |
| ------- | ---- | ------------------------- |
| 121-127 | TDD  | Team Dimension Data       |
| 131-137 | EF1  | EF Education First        |
| 141-147 | GFC  | Groupama-FDJ              |
| 151-157 | TKA  | Team Katusha Alpecin      |
| 161-167 | ALM  | AG2R La Mondiale          |
| 171-177 | AST  | Astana Pro Team           |
| 181-187 | ROC  | Roompot-Charles           |
| 191-197 | SVB  | Sport Vlaanderen-Baloise  |
| 201-207 | WGG  | Wanty-Gobert Cycling Team |
| 211-217 | WVA  | Wallonie Bruxelles        |
| 221-227 | TDE  | Total Direct Énergie      |

## Dettagli delle tappe

### 1ª tappa
- 12 agosto: Beveren (BEL) > Hulst (NLD) – 167,2 km

Risultati
| Pos. | Corridore      | Squadra | Tempo    |
| ---- | -------------- | ------- | -------- |
| 1    | Sam Bennett    | Bora    | 3h42'57" |
| 2    | Edward Theuns  | Trek    | s.t.     |
| 3    | Mike Teunissen | Jumbo   | s.t.     |

| Pos. | Corridore         | Squadra   | Tempo    |
| ---- | ----------------- | --------- | -------- |
| 1    | Sam Bennett       | Bora      | 3h42'47" |
| 2    | Łukasz Wiśniowski | CCC       | a 2"     |
| 3    | Lars Bak          | Dimension | a 3"     |

### 2ª tappa
- 13 agosto: Blankenberge (BEL) > Ardooie (BEL) – 169,1 km

Risultati
| Pos. | Corridore         | Squadra | Tempo    |
| ---- | ----------------- | ------- | -------- |
| 1    | Sam Bennett       | Bora    | 3h45'20" |
| 2    | Jasper Philipsen  | UAE     | s.t.     |
| 3    | Dylan Groenewegen | Jumbo   | s.t.     |

| Pos. | Corridore         | Squadra   | Tempo    |
| ---- | ----------------- | --------- | -------- |
| 1    | Sam Bennett       | Bora      | 7h27'57" |
| 2    | Łukasz Wiśniowski | CCC       | a 12"    |
| 3    | Lars Bak          | Dimension | a 13"    |

### 3ª tappa
- 14 agosto: Aalter (BEL) > Aalter (BEL) – 166,9 km

Risultati
| Pos. | Corridore         | Squadra | Tempo    |
| ---- | ----------------- | ------- | -------- |
| 1    | Sam Bennett       | Bora    | 3h44'04" |
| 2    | Dylan Groenewegen | Jumbo   | s.t.     |
| 3    | Jasper Philipsen  | UAE     | s.t.     |

| Pos. | Corridore         | Squadra | Tempo     |
| ---- | ----------------- | ------- | --------- |
| 1    | Sam Bennett       | Bora    | 11h11'01" |
| 2    | Jasper Philipsen  | UAE     | a 20"     |
| 3    | Dylan Groenewegen | Jumbo   | s.t.      |

### 4ª tappa
- 15 agosto: Houffalize (BEL) > Houffalize (BEL) – 96,2 km

Risultati
| Pos. | Corridore       | Squadra | Tempo    |
| ---- | --------------- | ------- | -------- |
| 1    | Tim Wellens     | Lotto   | 2h20'41" |
| 2    | Marc Hirschi    | Sunweb  | s.t.     |
| 3    | Laurens De Plus | Jumbo   | a 5"     |

| Pos. | Corridore       | Squadra | Tempo     |
| ---- | --------------- | ------- | --------- |
| 1    | Tim Wellens     | Lotto   | 13h32'46" |
| 2    | Marc Hirschi    | Sunweb  | a 4"      |
| 3    | Laurens De Plus | Jumbo   | a 14"     |

### 5ª tappa
- 16 agosto: Riemst (BEL) > Venray (NLD) – 191,4 km

Risultati
| Pos. | Corridore     | Squadra    | Tempo    |
| ---- | ------------- | ---------- | -------- |
| 1    | Álvaro Hodeg  | Deceuninck | 3h54'48" |
| 2    | Sam Bennett   | Bora       | s.t.     |
| 3    | Edward Theuns | Trek       | s.t.     |

| Pos. | Corridore       | Squadra | Tempo     |
| ---- | --------------- | ------- | --------- |
| 1    | Tim Wellens     | Lotto   | 17h27'34" |
| 2    | Marc Hirschi    | Sunweb  | a 4"      |
| 3    | Laurens De Plus | Jumbo   | a 14"     |

### 6ª tappa

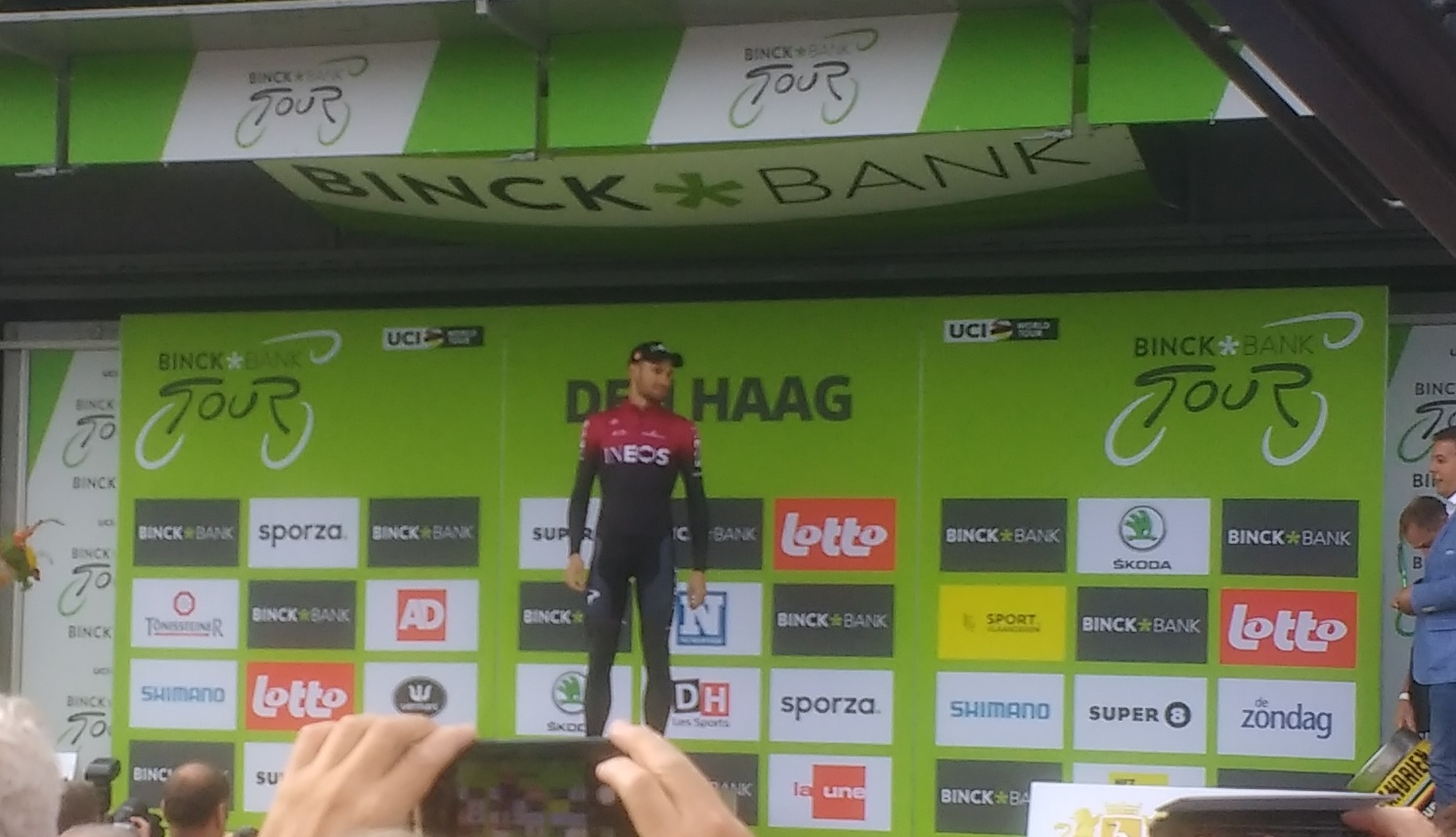
Ganna sul podio della penultima frazione a L'Aja.

- 17 agosto: L'Aia (NLD) > L'Aia (NLD) – Cronometro individuale – 8,4 km

Risultati
| Pos. | Corridore      | Squadra    | Tempo |
| ---- | -------------- | ---------- | ----- |
| 1    | Filippo Ganna  | Ineos      | 9'16" |
| 2    | Edoardo Affini | Mitchelton | a 5"  |
| 3    | Jos van Emden  | Jumbo      | a 8"  |

| Pos. | Corridore       | Squadra | Tempo     |
| ---- | --------------- | ------- | --------- |
| 1    | Tim Wellens     | Lotto   | 17h37'10" |
| 2    | Marc Hirschi    | Sunweb  | a 8"      |
| 3    | Laurens De Plus | Jumbo   | a 12"     |

### 7ª tappa
- 18 agosto: Sint-Pieters-Leeuw (BEL) > Geraardsbergen (BEL) – 178,1 km

Risultati
| Pos. | Corridore         | Squadra | Tempo    |
| ---- | ----------------- | ------- | -------- |
| 1    | Oliver Naesen     | AG2R    | 3h52'40" |
| 2    | Greg Van Avermaet | CCC     | s.t.     |
| 3    | Laurens De Plus   | Jumbo   | a 4"     |

| Pos. | Corridore       | Squadra | Tempo     |
| ---- | --------------- | ------- | --------- |
| 1    | Laurens De Plus | Jumbo   | 21h29'55" |
| 2    | Oliver Naesen   | AG2R    | a 35"     |
| 3    | Tim Wellens     | Lotto   | a 36"     |

## Evoluzione delle classifiche
| Tappa              | Vincitore          | Classifica generale Maglia verde | Classifica a punti Maglia rossa | Classifica combattività Maglia bianca | Classifica a squadre     |
| ------------------ | ------------------ | -------------------------------- | ------------------------------- | ------------------------------------- | ------------------------ |
| 1ª                 | Sam Bennett        | Sam Bennett                      | Sam Bennett                     | Baptiste Planckaert                   | Sport Vlaanderen-Baloise |
| 2ª                 | Sam Bennett        | Sam Bennett                      | Sam Bennett                     | Baptiste Planckaert                   | Deceuninck-Quick-Step    |
| 3ª                 | Sam Bennett        | Sam Bennett                      | Sam Bennett                     | Baptiste Planckaert                   | Sport Vlaanderen-Baloise |
| 4ª                 | Tim Wellens        | Tim Wellens                      | Sam Bennett                     | Baptiste Planckaert                   | Team Sunweb              |
| 5ª                 | Álvaro Hodeg       | Tim Wellens                      | Sam Bennett                     | Baptiste Planckaert                   | Team Sunweb              |
| 6ª                 | Filippo Ganna      | Tim Wellens                      | Sam Bennett                     | Baptiste Planckaert                   | Team Sunweb              |
| 7ª                 | Oliver Naesen      | Laurens De Plus                  | Sam Bennett                     | Baptiste Planckaert                   | Team Sunweb              |
| Classifiche finali | Classifiche finali | Laurens De Plus                  | Sam Bennett                     | Baptiste Planckaert                   | Team Sunweb              |

Maglie indossate da altri ciclisti in caso di due o più maglie vinte
- Nella 2ª tappa Edward Theuns ha indossato la maglia rossa al posto di Sam Bennett.
- Nella 3ª e 4ª tappa Jasper Philipsen ha indossato la maglia rossa al posto di Sam Bennett.

## Classifiche finali

### Classifica generale - Maglia verde
| Pos. | Corridore           | Squadra      | Tempo     |
| ---- | ------------------- | ------------ | --------- |
| 1    | Laurens De Plus     | Jumbo        | 21h29'55" |
| 2    | Oliver Naesen       | AG2R         | a 35"     |
| 3    | Tim Wellens         | Lotto        | a 36"     |
| 4    | Greg Van Avermaet   | CCC          | a 37"     |
| 5    | Marc Hirschi        | Sunweb       | a 44"     |
| 6    | Mike Teunissen      | Jumbo        | a 1'06"   |
| 7    | Iván García Cortina | Bahrain-Mer. | a 1'13"   |
| 8    | Stefan Küng         | Groupama     | a 1'16"   |
| 9    | Simon Clarke        | Educ. First  | a 1'19"   |
| 10   | Michael Valgren     | Dimension    | a 1'23"   |

### Classifica a punti - Maglia rossa

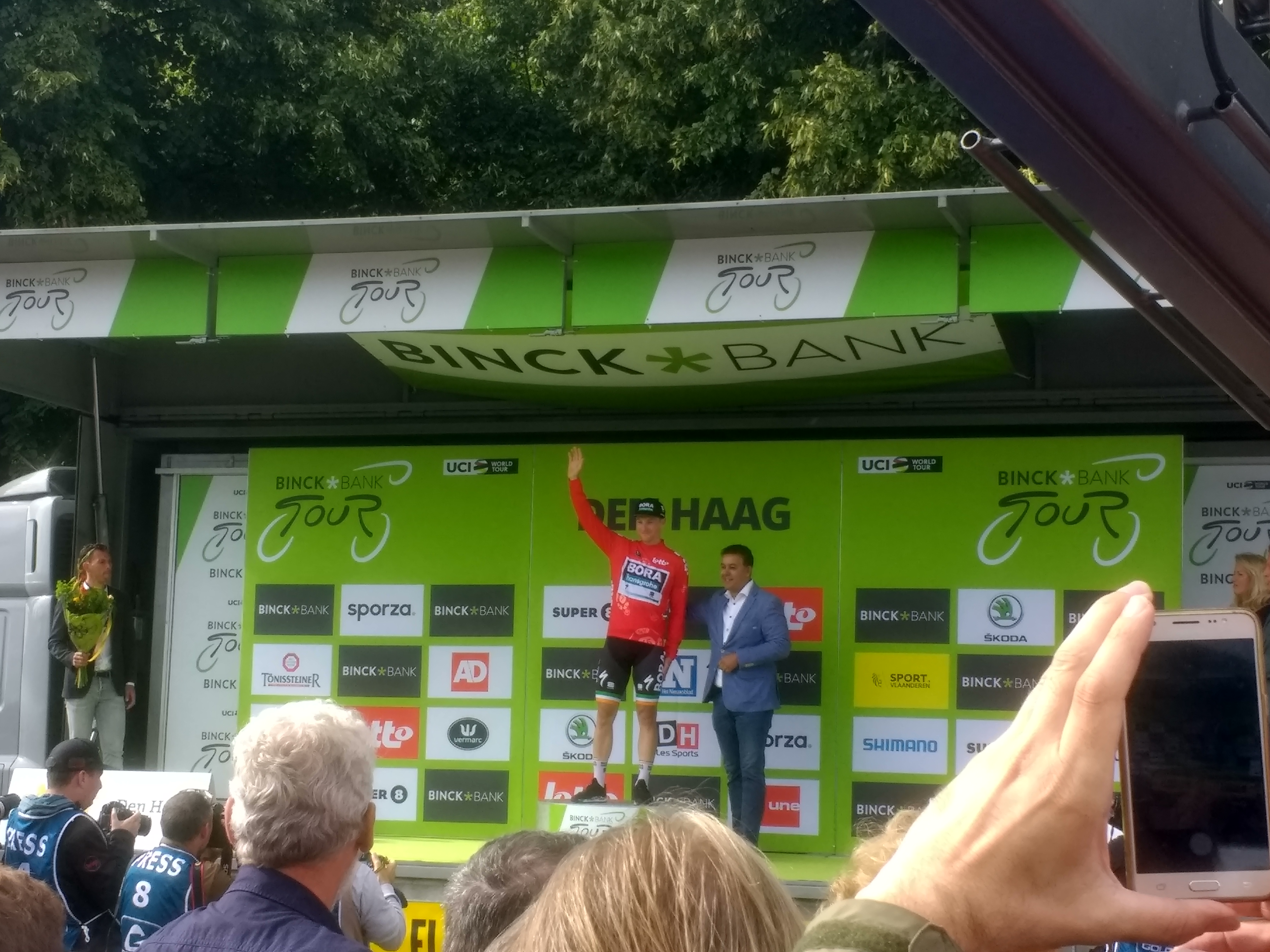
Sam Bennett in maglia rossa sul podio della penultima frazione a L'Aja.

| Pos. | Corridore        | Squadra | Punti |
| ---- | ---------------- | ------- | ----- |
| 1    | Sam Bennett      | Bora    | 115   |
| 2    | Jasper Philipsen | UAE     | 66    |
| 3    | Edward Theuns    | Trek    | 62    |
| 4    | Timothy Dupont   | Wanty   | 57    |
| 5    | Laurens De Plus  | Jumbo   | 55    |

### Classifica combattività - Maglia bianca
| Pos. | Corridore           | Squadra    | Punti |
| ---- | ------------------- | ---------- | ----- |
| 1    | Baptiste Planckaert | Wallonie   | 71    |
| 2    | Robert Stannard     | Mitchelton | 26    |
| 3    | Thomas Sprengers    | Sport Vl.  | 24    |
| 4    | Aaron Verwilst      | Sport Vl.  | 23    |
| 5    | Łukasz Wiśniowski   | CCC        | 19    |

### Classifica a squadre
| Pos. | Squadra               | Tempo     |
| ---- | --------------------- | --------- |
| 1    | Team Sunweb           | 64h36'42" |
| 2    | Team Jumbo-Visma      | a 1'15"   |
| 3    | Deceuninck-Quick-Step | a 1'22"   |
| 4    | Lotto Soudal          | a 5'38"   |
| 5    | AG2R La Mondiale      | a 10'52"  |